# Sian Heder
Sian Heder (AFI: /ˈʃɑːn_ˈheɪdər/) (Cambridge, 23 de juny de 1977) és una directora, guionista, productora i actriu de cinema i televisió estatunidenca. És coneguda per haver dirigit i escrit la pel·lícula dramàtica CODA, amb la qual va aconseguir una nominació als Premis Oscar, en la categoria millor guió adaptat.

## Vida personal
Heder va néixer el 23 de juny de 1977 a la ciutat de Cambridge, situada a l'estat de Massachusetts, als Estats Units d'Amèrica. Es va graduar a l'Escola d'Arts Dramàtiques de la Universitat Carnegie Mellon.
Heder està casada amb l'actor i productor David Newsom, amb qui té dos fills. És filla dels artistes Mags Harries i Lajos Héder, tots dos immigrants: Mags Harries era de Gal·les i Lajos Héder d'Hongria.

## Carrera
Després de graduar-se, Heder es va traslladar a Hollywood per a convertir-se en actriu i guionista mentre treballava per a una agència de mainaderes. En l'agència, va treballar per a hostes amb fills allotjats en hotels de quatre estrelles i les seves experiències van inspirar el seu primer curtmetratge.
A principis de 2005, el guió de Mother va ser un dels 8 triats per a rebre una beca del prestigiós DWW (Taller de direcció per a dones) de l'American Film Institute. Mother, el primer curtmetratge de Heder com a guionista i directora, va guanyar el Gran Premi del Jurat al Millor Curtmetratge Narratiu en el Festival de Cinema de Florida. Mother també va rebre honors en la Competició Cinéfondation del Festival Internacional de Cinema de Cannes i al Festival Internacional de Cinema de Seattle. Des de llavors, la pel·lícula ha estat seleccionada per a aparèixer en competició en el Festival Internacional de Curtmetratges de Palm Springs i al Festival de Cinema de Londres del British Film Institute.
L'any 2010, Heder va guanyar un Premi Peabody, juntament amb els seus coautors, pel seu treball en l'aclamada sèrie de televisió estatunidenca Men of a Certain Age. El 2011, va escriure i dirigir una comèdia curta, Dog Eat Dog (A Short Tale), protagonitzada per Zachary Quinto, per crear consciència sobre l'adopció de mascotes. Aquesta obra es pot veure gratuïtament a YouTube. Va escriure en les temporades 1 i 3 de la sèrie original de Netflix Orange Is the New Black abans de prendre's un descans per dirigir la pel·lícula Tallulah.
Al 2015, Sian Heder va dirigir Tallulah, protagonitzada per Elliot Page i Allison Janney. Tallulah va ser recolzada econòmicament per Route One Entertainment, Maiden Voyages Pictures i Ocean Blue Entertainment. La pel·lícula es va estrenar com una de les 65 pel·lícules seleccionades per al Festival de Cinema de Sundance del 21 al 31 de gener a Utah. Netflix va obtenir els drets mundials per emetre Tallulah al gener de 2016. La pel·lícula va rebre crítiques positives i es va estrenar el 29 de juliol de 2016.
En 2021, la pel·lícula CODA de Heder es va estrenar en el Festival de Cinema de Sundance. Més recentment, va signar un contracte amb Apple, que van comprar la cinta per 25 milions de dòlars.

## Filmografia

### Cinema
| Any  | Títol                | Directora | Guionista | Actriu | Nota                                      |
| ---- | -------------------- | --------- | --------- | ------ | ----------------------------------------- |
| 2002 | West Bank Brooklyn   |           |           | ✓      |                                           |
| 2004 | Dorian Blues         |           |           | ✓      |                                           |
| 2013 | Breakup at a Wedding |           |           | ✓      |                                           |
| 2016 | Tallulah             | ✓         | ✓         |        |                                           |
| 2021 | CODA                 | ✓         | ✓         |        | Nominada a l'Oscar al millor guió adaptat |

### Televisió
| Any       | Títol                             | Directora | Guionista | Actriu | Productora | Nota        |
| --------- | --------------------------------- | --------- | --------- | ------ | ---------- | ----------- |
| 2000      | Law & Order: Special Victims Unit |           |           | ✓      |            | 1 episodi   |
| 2001      | The Sopranos                      |           |           | ✓      |            | 1 episodi   |
| 2004      | Charmed                           |           |           | ✓      |            | 1 episodi   |
| 2007      | Boston Legal                      |           |           | ✓      |            | 1 episodi   |
| 2007      | Dirt                              |           |           | ✓      |            | 1 episodi   |
| 2008      | Numb3rs                           |           |           | ✓      |            | 1 episodi   |
| 2010-2011 | Men of a Certain Age              |           | ✓         |        |            | 2 episodis  |
| 2013-2015 | Orange Is the New Black           | ✓         | ✓         |        | ✓          | 20 episodis |
| 2017      | The Path                          | ✓         |           |        |            | 1 episodi   |
| 2017-2018 | GLOW                              | ✓         |           |        |            | 2 episodis  |
| 2018      | Queen Fur                         | ✓         |           |        |            |             |
| 2020      | Little America                    | ✓         | ✓         |        | ✓          | 1 episodi   |

### Curtmetratges
- 2006: Mother (directora i guionista)
- 2007: At Last (actriu)
- 2012: Dog Eat Dog (directora, guionista, actriu i productora)

## Premis i distincions
| Any  | Categoria           | Pel·lícula | Resultat |
| ---- | ------------------- | ---------- | -------- |
| 2022 | Millor guió adaptat | CODA       | Pendent  |

| Any  | Categoria           | Pel·lícula | Resultat |
| ---- | ------------------- | ---------- | -------- |
| 2022 | Millor guió adaptat | CODA       | Pendent  |

| Any  | Categoria           | Pel·lícula | Resultat |
| ---- | ------------------- | ---------- | -------- |
| 2006 | Premi Cinefondation | Mother     | Nominada |